# Kammkeramische Kultur

Diachrone Verbreitungskarte der regional jeweils frühesten Kultur mit Töpferware, ca. 6000–4000 v. Chr.:
Bandkeramische Kultur, neolithische Kultur
Bükker Kultur (östliche LBK)
Cardial- oder Impressokultur
Ertebølle-Kultur, mesolithische Kultur
Dnepr-Don-Kultur
Vinča-Kultur
La-Almagra-Kultur
Dimini-Kultur
Karanowo-Kultur
Kammkeramische Kultur, mesolithische Kultur
Hinweis: Die Karte ist ungenau und bedarf einer Überarbeitung; sie gibt nur die ungefähren territorialen Bedingungen einzelner Kulturen wieder. Einige Kulturen fehlen.

Die Kammkeramische Kultur war eine nordosteuropäische archäologische Kultur, die durch spezifische, mit kammartigen Instrumenten eingedrückte Verzierungen von Keramikgegenständen gekennzeichnet wird. Sie existierte vom 5. Jahrtausend v. Chr. bis etwa 2000 v. Chr. Mehrheitlich wird vermutet, dass die Träger der Kammkeramikkultur größtenteils der mesolithischen Jäger-Sammler-Lebensweise folgten, dabei aber allmählich Elemente der frühen Landwirtschaft übernahmen.
Möglicherweise ist die Kammkeramische Kultur mit der Grübchenkeramischen Kultur in Skandinavien verwandt. Der Begriff wurde wahrscheinlich von Richard Pittioni (1936) geprägt.

## Verbreitung

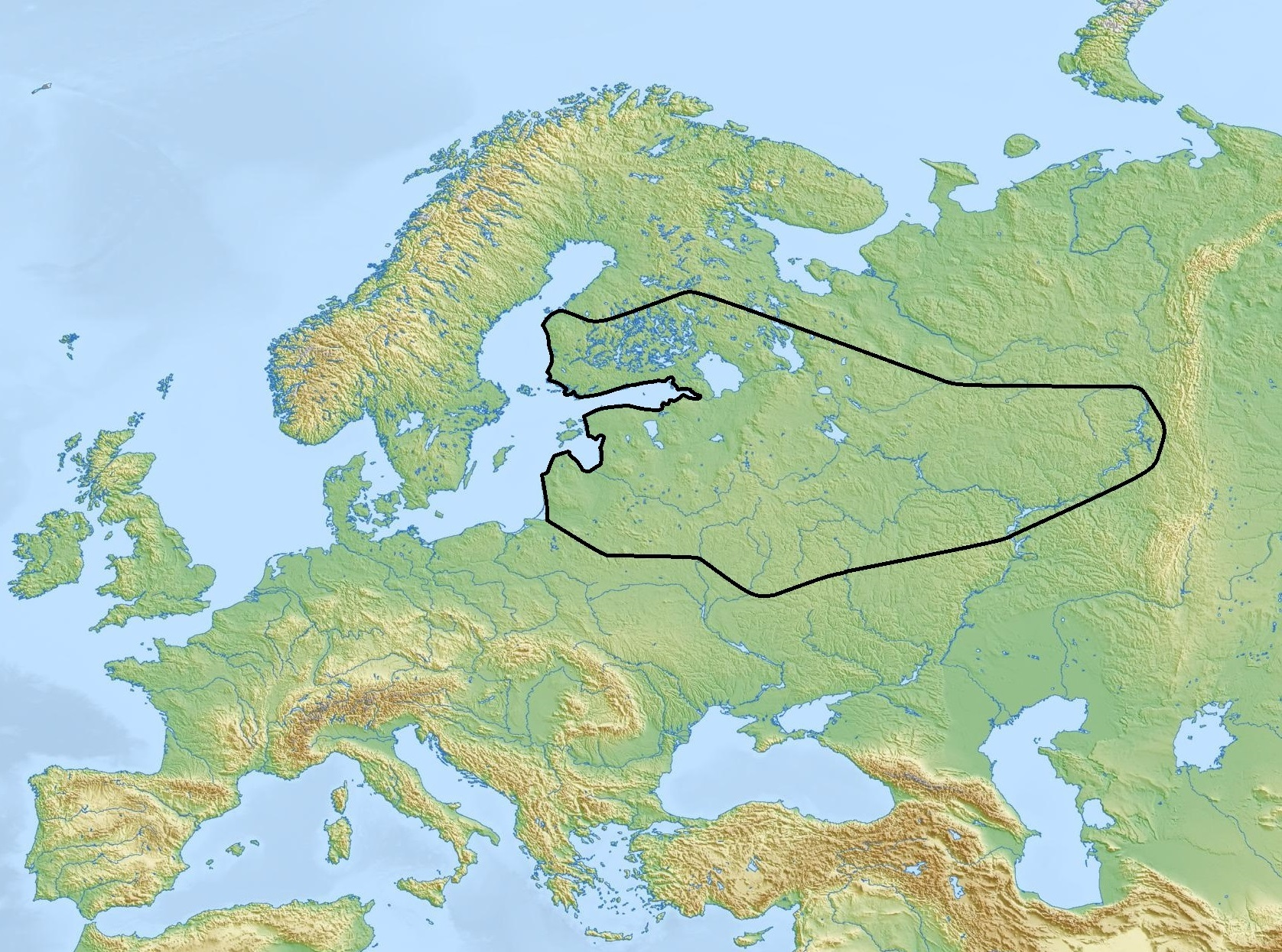
Ungefähres Verbreitungsgebiet der Kammkeramischen Kultur

Artefakte der Kultur fanden sich in Gebieten Finnlands,  am Kalixälven in Schweden und am Bottnischen Meerbusen, sowie in der Weichselregion (Polen) im Süden. Zu den kammkeramischen Kulturen gehören unter anderem die Narva-Kultur in Estland und die Sperrings-Kultur in Finnland.

## Keramik (keramisches Inventar)
Die Bezeichnung Kammkeramik stammt von der typischen, mit kammförmigen punktierten Linien geführten Ornamentik der Keramikgegenstände, von der angenommen wird, dass sie von den Menschen mit einem kammförmigen gezähnten Knochenstempel in die Keramikmasse eingedrückt wurde. 
Diese archäologische Kultur stellt wahrscheinlich eine der wenigen Ausnahmen von der Regel dar, dass die Töpferei und die Landwirtschaft in Europa nebeneinander existierten. Im Nahen Osten erschien die Landwirtschaft vor der Töpferei (Präkeramisches Neolithikum), und als sich die Landwirtschaft aus dem Nahen Osten nach Europa ausbreitete, ging die Töpferei damit einher. In Asien, wo die älteste Keramik gefunden wurde, wurde die Keramik jedoch lange vor der Landwirtschaft hergestellt.
Die Keramiken bestanden aus großen topfförmigen Produkten, die unten abgerundet oder spitz zuliefen sind und dabei ein Fassungsvermögen von 40 bis 60 Litern aufwiesen. Die Formen der Gefäße blieben unverändert, hingegen weist die Dekoration eine größere Variabilität auf.
Eine Datierung erfolgte bei den Ausgrabungen anhand stratigrafischer Merkmale.

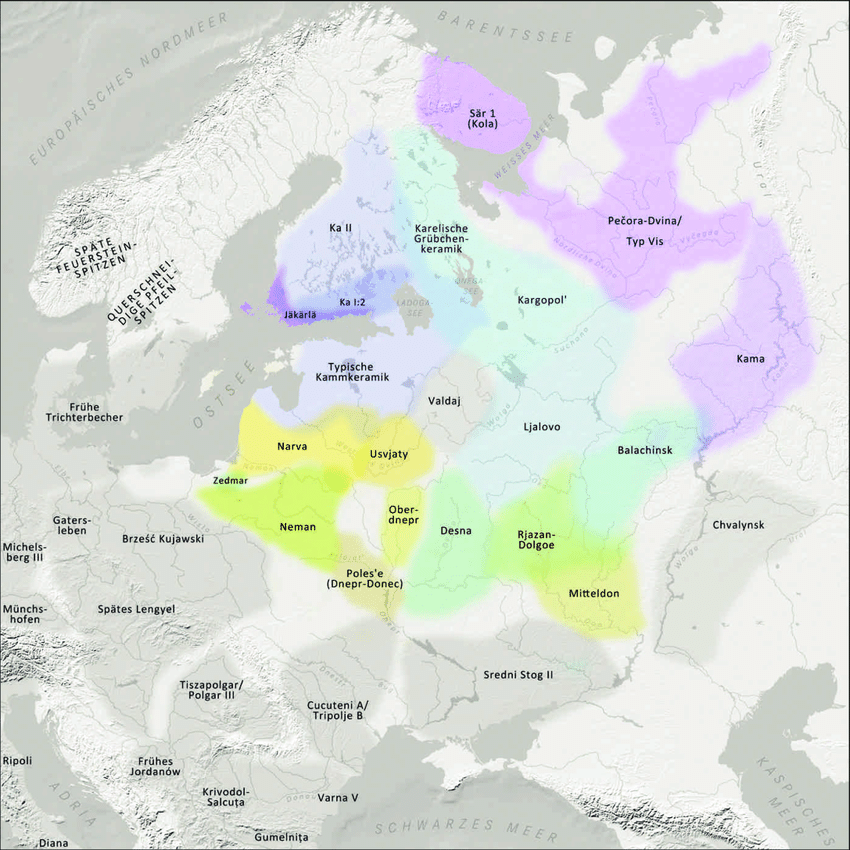
Materielle Kulturen im Nordosteuropa um 4000 v. Chr., hier die verschiedenen „kammkeramische Kulturen“

Das Kammkeramikzeitalter gliedert sich in mehrere Perioden:
- frühe (Ka I, ca. 4200 v. Chr. bis 3300 v. Chr.),
- typische (Ka II, ca. 3300 v. Chr. bis 2700 v. Chr.),
- späte Kammkeramik (Ka III, ca. 2800 v. Chr. bis 2000 v. Chr.).

Nach der Zeit der frühen Kammkeramik folgte die Zeit der typischen Kammkeramik, die durch die Einwanderung einer neuen, eine finnougrische Sprache sprechenden Bevölkerung gekennzeichnet gewesen sein soll. Die Erneuerungen sowohl in der materiellen Kultur als auch in der Lebensweise des späten Kammkeramikzeitalters können mit der Einwanderung einer indoeuropäischen Bevölkerung zusammenhängen.
Anhand der zwei unterschiedlichen Keramik-Typen, der „Pöljä-Keramik“ und der „Kierikki-Keramik“ kristallisieren sich zwei archäologische Kulturen heraus.

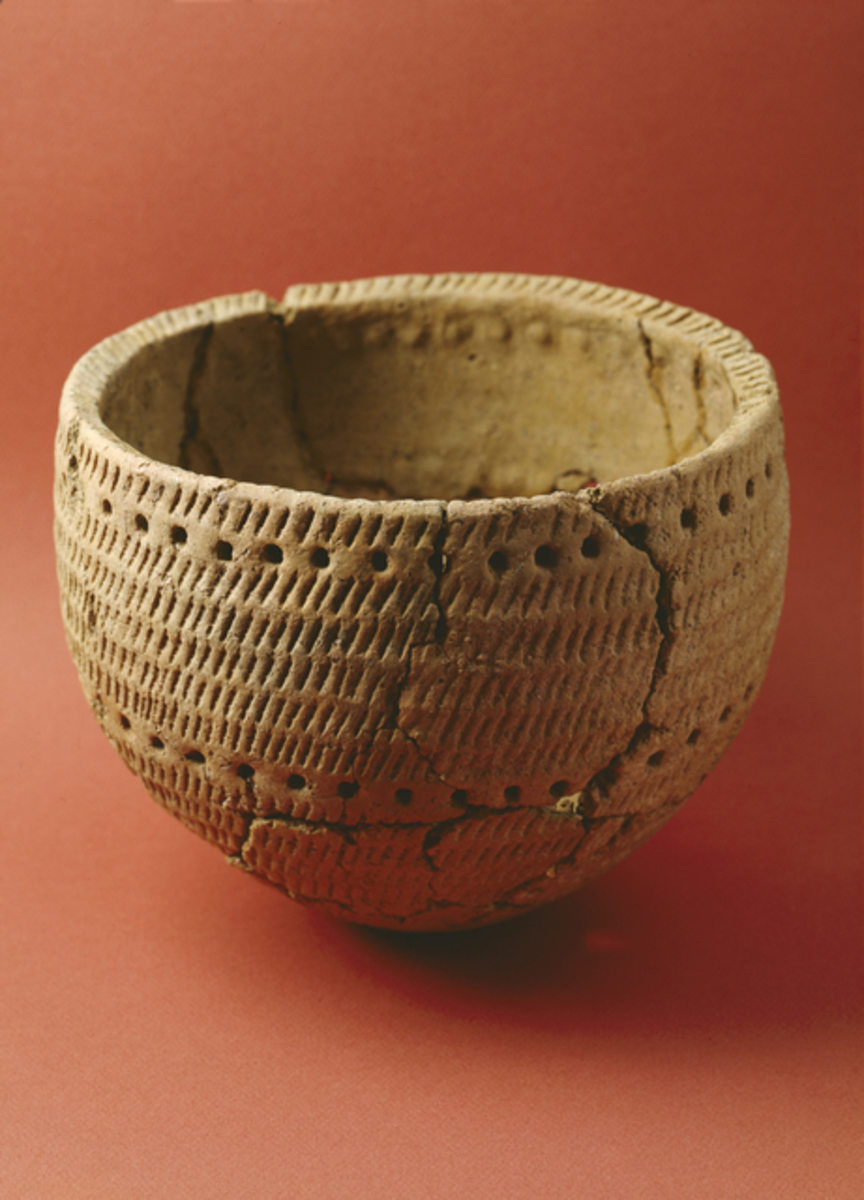
Kammkeramik aus Taipalsaari, Finnland

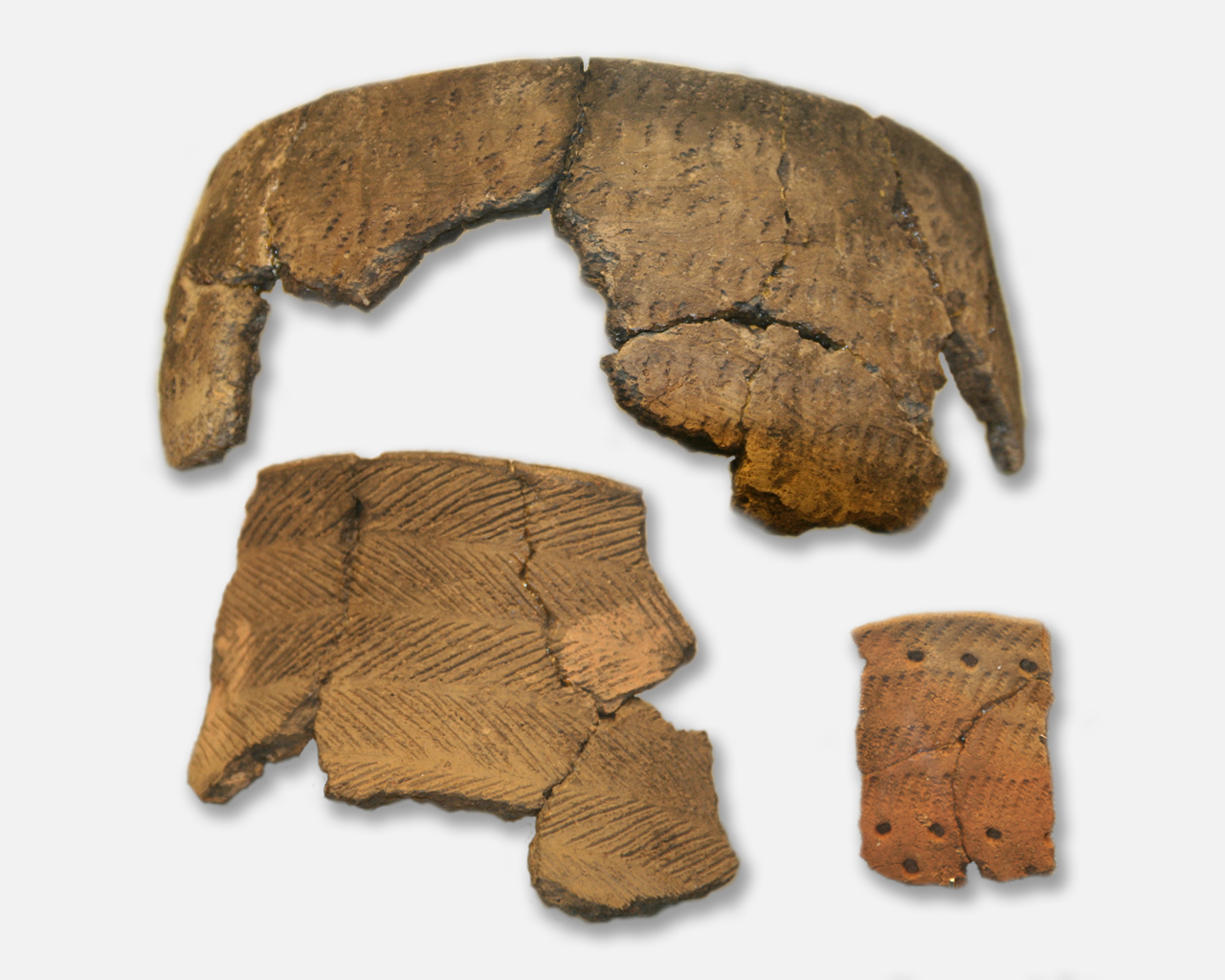
Kammkeramik aus Estland, 4000–2000 v. Chr.

## Lebensweise
Die Siedlungen befanden sich zumeist an Küsten oder an Seen. Dabei stand eine aneignende, extraktive Wirtschaftsform vor einer nahrungsproduzierenden Wirtschaftsweise. So basierte die Wirtschaft auf Jagd, Fischerei und dem Sammeln von Pflanzen. In Finnland war es eine maritime Kultur, die sich vermehrt auf die Robbenjagd spezialisiert hatte. Die dominierende Siedlungsweise war wahrscheinlich eine tipiartige Behausung von etwa 30 Quadratmetern, in dem etwa fünfzehn Menschen leben konnten. Auch rechteckige Häuser aus Holz wurden in Finnland ab 4000 v. Chr. genutzt. In den Siedlungen wurden die Toten mit rotem Ocker bedeckt begraben. Das typische Kammkeramikzeitalter zeigt eine weitgehende Verwendung von Gegenständen aus Feuerstein und Bernstein als Grabbeigaben.
Die Steinwerkzeuge der Kultur hatten sich im Laufe der Zeit kaum verändert. Sie bestanden aus lokalen Materialien wie Schiefer und Quarz.